# 36. nordlige breddekreds
Den 36. nordlige breddekreds (eller 36 grader nordlig bredde) er en breddekreds, der ligger 36 grader nord for ækvator. Den løber gennem Afrika, Middelhavet, Asien, Stillehavet, Nordamerika og Atlanterhavet.